# Dystrykt Neelum
Dystrykt Neelum (urdu: ضلع نیلم) – dystrykt w północno-wschodnim Pakistanie w Azad Dżammu i Kaszmirze. W 1998 roku liczył ok. 126 000 mieszkańców. Siedzibą administracyjną dystryktu jest Athmuqam.